# دانگ ویتنام
دانگ (کدایزو ۴۲۱۷: VND) یکای پول کشور آسیایی ویتنام است. دونگ از سوم ماه مه ۱۹۷۸ از طرف بانک ملی ویتنام به عنوان یکای پول این کشور رایج گردید. سمبل مورد استفاده برای دونگ ₫ است.
امروزه دونگ خود کوچک‌ترین جزء یکای پول ویتنام است، در حالی که سابق بر این هر دونگ به ۱۰ هائو (hào) و هر هائو به ۱۰ خو (xu) تقسیم می‌شد. یکاهای هائو و خو امروز دیگر رایج نیستند.